# سنیا بالتا
سنیا بالتا (استونیایی: Ksenija Balta؛ زادهٔ ۱ نوامبر ۱۹۸۶) ورزشکار پرش طول و هفت‌گانه اهل استونی است.
وی در مسابقات بین‌المللی در مجموع برندهٔ ۱ مدال طلا و ۱ مدال برنز شده‌است. 